# La Psyché
La Psyché est un tableau réalisé par la peintre française Berthe Morisot en 1876. Cette huile sur toile de format vertical représente une jeune femme en robe blanche s'observant dans une psyché à côté d'une fenêtre. Présentée lors de la troisième exposition impressionniste en 1877 à Paris, l'œuvre est conservée depuis 1977 au musée Thyssen-Bornemisza, à Madrid, en Espagne.